# Свидник (округ)
Округ Свидник (словац. okres Svidník) — округ (район) Пряшівського краю в північно-східній Словаччині з адміністративним центром в м. Свидник. На півночі межує з Польщею, на сході з Стропковським округом, на півдні з Врановським округом та Пряшівським округом, на заході з Бардіївським округом.
Площа становить 550 км², населення 33 506 (2001).

## Географія
Протікають річки Мірошовец і Свидничанка. Розташована Лаборецька Верховина.

## Адміністративний поділ
На території Свидницького округу знаходиться 67 населених пунктів, в тому числі 2 міста: Свидник та Ґіралтовце, села: Белеївці, Бенядиківці, Бодруджаль, Цернина, Ціґла, Длгоня, Доброслава, Дубова, Дуковце, Фіяш, Гавранець, Грабовчик (Грабівчик), Гунківці, Юркова Воля, Калніште, Капішова, Кечківці, Кобильниці, Кореївці, Крачуновце, Крайня Бистра, Крайня Поляна, Крайня Порубка, Крайнє Чорне, Кружльова, Кукова, Куримка, Ладомирова, Лучка, Лужани-при-Топлі, Матівці, Медведже (Медвеже), Местіско (Местисько) , Мічаковце, Мироля, Млинарівці, Нижня Ядлова, Нижня Писана, Нижній Комарник, Нижній Мирошів, Нижній Верлик (Нижній Верлих), Нова Полянка, Округле, Прикра, Пстрина, Радома, Раківчик, Рівне, Розтоки, Собош, Строчин (Сорочин), Свидничка, Шарбов, Шариський Щавник, Шеметківці, Штефурів, Ваґринець, Вальківці, Вапеник, Вишня Ядлова (Вишна Єдльова), Вишня Писана, Вишній Комарник, Вишній Мирошів, Вишній Верлик (Вишній Верлих), Железнік, Желмановце.
Місто Свидник виникло в 1944 році об'єднанням Нижнього Свидника та Вишнього Свидника. У минулому існувало ще поселення Шапинець, до 1964 року самостійне село, потім об'єдналося із близьким сусіднім селом Округле. Село Вапеник виникло ще до 1697 року злиттям двох самостійних, але близьких поселень Нижнього Вапеника (угор. Also Wapennik) та Вишнього Вапеника (угор. Felső Wapennik)— альтернативна назва Кухтівці (угор. Kuchtocz), які були засновані у 1573—1598 роках.

## Україно—русинськагромада
Частина населення цього округу (передусім із сіл Белеївці, Бодруджаль, Доброслава, Дубова, Грабовчик, Гунківці, Юркова Воля, Капішова, Кечківці, Кореївці, Крайня Бистра, Крайня Поляна, Крайнє Чорне, Кружльова, Ладомирова, Мироля, Млинарівці, Нижня Ядлова, Нижня Писана, Нижній Комарник, Нижній Мирошів, Нижній Верлик, Нова Полянка, Прикра, Свидничка, Шарбов, Шариський Щавник, Шеметківці, Ваґринець, Вишня Ядлова (Вишна Єдльова), Вишня Писана, Вишній Комарник, Вишній Мирошів, Вишній Верлик, але і частина жителів міст, передусім Свидника) є україно-русинського походження, за віросповіданням греко-католики, або православні.

## Населення
| Рік:            | 1994.  | 2004.   | 2014.   | 2024.   |
| --------------- | ------ | ------- | ------- | ------- |
| Кількість осіб: | 32 982 | 33 399  | 32 997  | 31 041  |
| Різниця:        |        | +1,26 % | -1,20 % | -5,92 % |

| Рік:            | 2023.  | 2024.   |
| --------------- | ------ | ------- |
| Кількість осіб: | 31 183 | 31 041  |
| Різниця:        |        | -0,45 % |

### Статистичні дані (2011)

#### Національний склад
- Словаки 71,9 %
- Русини 14,56 %
- Цигани 3,98 %
- Українці 1,20 %
- Чехи 0,23 %

#### Конфесійний склад
- Греко-католики 33,79 %
- Католики 28,68 %
- Православні 19,21 %
- Лютерани 6,26 %
- Свідки Єгови 0,7 %